# Spodnje Konjišče
Spodnje Konjišče je jednou z 21 vesnic, které tvoří občinu Apače ve Slovinsku. Ve vesnici v roce 2002 žilo 45 obyvatel.

## Poloha, popis
Rozkládá se v Pomurském regionu na severovýchodě Slovinska. Její rozloha je 3,22 km²[zdroj?] a rozkládá se v nadmořské výšce zhruba od 200 do 260 m. Vesnice leží vedle silnice č.438 a je vzdálena 6,5 km západně od Apače, střediskové obce občiny. Při severním okraji sousedí s Rakouskem, přičemž řeka Mura zde tvoří přirozenou hranici. Sousedními vesnicemi jsou: Stogovci a Črnci na východě, Drobtinci, Žiberci a Žepovci na jihu, Podgorje na jihozápadě a Zgornje Konjišče na západě.